# Velika nagrada San Marina
Velika nagrada San Marina (italijansko Gran Premio di San Marino) je bila dirka svetovnega prvenstva Formule 1, ki je potekala med sezonama 1981 in 2006 na dirkališču Autodromo Enzo e Dino Ferrari v italijanskem mestu Imola.

## Zgodovina
Dirkališče v Imoli je dirko Formule 1 prvič gostilo leta 1963, ko se je na njem odvijala neprvenstvena dirka za Veliko nagrado Imole. Druga neprvenstvena dirka Formule 1 v Imoli je bila leta 1979 za Veliko nagrado Dina Ferrarija. Leta 1980 je na dirkališču prvič potekala prvenstvena dirka Formule 1, saj je tega leta Imola nadomestila Monzo kot gostiteljica Velike nagrade Italije. Leta 1981 se je Velika nagrada Italije vrnila v Monzo, zaradi česar so dirko v Imoli preimenovali v Veliko nagrado San Marina po majhni državi, ki leži približno 100 kilometrov jugovzhodno od dirkališča.
Dirka za Veliko nagrado San Marina je redno potekala do sezone 2006. Tradicionalno je bila na sporedu v aprilu ali maju, pogosto kot prva evropska dirka v sezoni. Najuspešnejši dirkač v njeni zgodovini je Nemec Michael Schumacher s sedmimi zmagami. Velika nagrada San Marina je znana tudi po tragičnem dirkaškem koncu tedna leta 1994, ko se je v kvalifikacijah smrtno ponesrečil avstrijski novinec Roland Ratzenberger, medtem ko je dirka zahtevala življenje legendarnega Brazilca Ayrtona Senne.
Od leta 2020 dirkališče v Imoli gosti dirko za Veliko nagrado Emilije - Romanje.

## Zmagovalci Velike nagrade San Marina
| Leto | Dirkač                | Konstruktor      | Dirkališče | Poročilo |
| ---- | --------------------- | ---------------- | ---------- | -------- |
| 2006 | Michael Schumacher    | Ferrari          | Imola      | Poročilo |
| 2005 | Fernando Alonso       | Renault          | Imola      | Poročilo |
| 2004 | Michael Schumacher    | Ferrari          | Imola      | Poročilo |
| 2003 | Michael Schumacher    | Ferrari          | Imola      | Poročilo |
| 2002 | Michael Schumacher    | Ferrari          | Imola      | Poročilo |
| 2001 | Ralf Schumacher       | Williams-BMW     | Imola      | Poročilo |
| 2000 | Michael Schumacher    | Ferrari          | Imola      | Poročilo |
| 1999 | Michael Schumacher    | Ferrari          | Imola      | Poročilo |
| 1998 | David Coulthard       | McLaren-Mercedes | Imola      | Poročilo |
| 1997 | Heinz-Harald Frentzen | Williams-Renault | Imola      | Poročilo |
| 1996 | Damon Hill            | Williams-Renault | Imola      | Poročilo |
| 1995 | Damon Hill            | Williams-Renault | Imola      | Poročilo |
| 1994 | Michael Schumacher    | Benetton-Ford    | Imola      | Poročilo |
| 1993 | Alain Prost           | Williams-Renault | Imola      | Poročilo |
| 1992 | Nigel Mansell         | Williams-Renault | Imola      | Poročilo |
| 1991 | Ayrton Senna          | McLaren-Honda    | Imola      | Poročilo |
| 1990 | Riccardo Patrese      | Williams-Renault | Imola      | Poročilo |
| 1989 | Ayrton Senna          | McLaren-Honda    | Imola      | Poročilo |
| 1988 | Ayrton Senna          | McLaren-Honda    | Imola      | Poročilo |
| 1987 | Nigel Mansell         | Williams-Honda   | Imola      | Poročilo |
| 1986 | Alain Prost           | McLaren-TAG      | Imola      | Poročilo |
| 1985 | Elio de Angelis       | Lotus            | Imola      | Poročilo |
| 1984 | Alain Prost           | McLaren-TAG      | Imola      | Poročilo |
| 1983 | Patrick Tambay        | Ferrari          | Imola      | Poročilo |
| 1982 | Didier Pironi         | Ferrari          | Imola      | Poročilo |
| 1981 | Nelson Piquet         | Brabham-Ford     | Imola      | Poročilo |